# Moira Soto
Moira Soto (22 de enero de 1941, Buenos Aires, Argentina) es una periodista argentina especializada en espectáculos, feminismo, cultura y vida cotidiana. En 1997 recibió un diplóma al mérito en el Premio Konex por su labor como periodista de espectáculos en la prensa escrita.
Dueña de aguda pluma y cáustico humor, Soto trabajó como periodista, crítica y redactora en revistas como Heraldo del Cine, Antena, Vosotras, Filmar y Ver y Claudia, y en los diarios La Opinión (Argentina), La Prensa, Tiempo Argentino (1982-1986), Clarín. Fue colaboradora estable en la revista Humor Registrado en la década de 1970-80 y en el suplemento Las 12 del diario Página/12.
Ha trabajado en radio y televisión y diversos medios, es fundadora del Bela Lugosi Club, entidad formada junto con periodistas y amantes del cine como Edgardo Cozarinsky y Agustín Mahieu.
En 1978 trabajó como actriz en el film Comedia rota.
Actualmente escribe en el suplemento de espectáculos de La Nación, en Pan y Teatro. Además, a partir del año 2013 también hace periodismo en línea como fundadora, directora y periodista del sitio Damiselas en apuros, revista que fue nominada a los Premios Estímulos 2013 de TEA (Taller Escuela Agencia) en la categoría Blogs y medios online y que recibió la mención de Trabajo notable en los Premios Teatro del Mundo 2013.
Se ha desempeñado como jurado del Premio Konex, Premio Alfredo de la Guardia y otros.

## Publicaciones
- Chocolate con música (1986)
- Lola Mora (1993)
- Tribulaciones de un ama de casa (1994)
- Hollywood, escándalos y placeres (1995)